# Moulin de Vojislav Stefanović à Kusiće
Le moulin de Vojislav Stefanović à Kusiće (en serbe cyrillique : Воденица Војислава Стефановића у Кусићу ; en serbe latin : Vodenica Vojislava Stefanovića u Kusiću) est un moulin à eau situé à Kusiće, dans la municipalité de Veliko Gradište et dans le district de Braničevo, en Serbie. Il est inscrit sur la liste des monuments culturels protégés de la république de Serbie (identifiant no SK 822).

## Présentation
Le moulin de Vojislav Stefanović est situé sur la rivière Pek, un affluent du Danube, dans un lieu-dit appelé Donje vrbe. Il a été construit au début du XXe siècle sur les vestiges d'un ancien moulin à eau et il a reçu son apparence actuelle en 1934, au moment où deux des six meules d'origine ont été retirées et une pièce latérale a été construite.
Son plan suit la lettre cyrillique « Г » et il mesure 17,10 m sur 5 dans sa partie la plus grande, et, dans sa partie latérale, 8 m sur 4. Le bâtiment est constitué du moulin proprement dit, d'un couloir, d'une pièce pour les grains, d'une pièce pour le meunier et d'une pièce auxiliaire où se trouvait une cinquième meule. Les fondations sont en pierres concassées, à l'exception de la partie du moulin proprement dit qui repose sur des poutres en bois appuyées sur des piliers ; ces piliers sont disposés sur trois rangs, tenus par une architrave et reliés en eux par des serre-joints en fer. Les murs sont en briques, sauf ceux du moulin proprement dit qui sont constitués de planches en chêne. Le toit, de structure complexe, est recouvert de tuiles.
Pour permettre le fonctionnement du moulin, l'eau du Pek était conduit par un petit canal. Dans le moulin se trouvent quatre meules alignées, chacune fonctionnant séparément grâce à son propre mécanisme dessiné dans le style traditionnel du pays.
Le moulin, actuellement abandonné, se dégrade progressivement.